# Sylas
Sylas – imię męskie pochodzenia łacińskiego, skrócona forma imienia Sylwan, wywodzącego się od słowa silva, które oznacza "las, zagajnik".
Sylas imieniny obchodzi 13 lipca.
Znane osoby noszące imię Sylas:
- Eddie Southern, właśc. Silas Edward "Eddie" Southern (ur. 1938) – amerykański lekkoatleta, specjalista biegu przez płotki, wicemistrz olimpijski z 1956